# Ianiropsis serricaudis
Ianiropsis serricaudis är en kräftdjursart som beskrevs av Gurjanova 1936. Ianiropsis serricaudis ingår i släktet Ianiropsis och familjen Janiridae. Inga underarter finns listade i Catalogue of Life.